# Rienakkajärvi
Rienakkajärvi är en sjö i Kiruna kommun i Lappland och ingår i Torneälvens huvudavrinningsområde. Sjön har en area på 1,08 kvadratkilometer och ligger 564 meter över havet. Rienakkajärvi ligger i Torneträsk-Soppero fjällurskog Natura 2000-område. Sjön avvattnas av vattendraget Rienakkajoki.

## Delavrinningsområde
Rienakkajärvi ingår i det delavrinningsområde (757511-171606) som SMHI kallar för Utloppet av Rienakjärvi. Medelhöjden är 587 meter över havet och ytan är 10,27 kvadratkilometer. Det finns inga avrinningsområden uppströms utan avrinningsområdet är högsta punkten. Rienakkajoki som avvattnar avrinningsområdet har biflödesordning 3, vilket innebär att vattnet flödar genom totalt 3 vattendrag innan det når havet efter 411 kilometer. Avrinningsområdet består mestadels av skog (53 procent), sankmarker (15 procent) och kalfjäll (12 procent). Avrinningsområdet har 1,56 kvadratkilometer vattenytor vilket ger det en sjöprocent på 15,2 procent.

## Historia
Rienakkajärvi omnämns i en skattelängd från 1576 som Renick. Sjön brukades av samer inom den historiska lappbyn Siggevara eller Lulebyn (Nederbyn), som omfattade den östra delen av Jukkasjärvi socken.